# أنتوني دين
أنتوني دين (بالإنجليزية: Anthony Dean)‏ هو دراج أسترالي، ولد في 22 أبريل 1991.

## وصلات خارجية
- أنتوني دين على موقع CycleBase (الإنجليزية)
- أنتوني دين على موقع نتائج كأس العالم لسباقات دراجات (بي.أم.إكس) (الإنجليزية)
- أنتوني دين على موقع اللجنة الأولمبية الدولية (الإنجليزية)
- أنتوني دين على موقع أوليمبيديا (الإنجليزية)
- أنتوني دين على موقع اللجنة الأولمبية الأسترالية (الإنجليزية)